# 14 Pułk Piechoty (PSZ)
14 Pułk Piechoty (14 pp) – oddział piechoty Polskich Sił Zbrojnych w ZSRR.

## Formowanie i zmiany organizacyjne
Pułk był formowany od 13 września 1941 roku w składzie 5 Dywizji Piechoty w miejscowości Tatiszczewo. W dniach 19-26 I 1942 pułk został transportem kolejowym przewieziony do wsi Błagowieszczanka w Kirgiskiej SRR. Struktura organizacyjna wzorowana była na etacie pułku strzeleckiego Armii Czerwonej.
W dniu 5 sierpnia 1942 roku został ewakuowany z ZSRR i poprzez Iran dotarł do Iraku, a we wrześniu włączony w skład Armii Polskiej na Wschodzie. 25 października 1942 roku pułk został rozformowany. Na jego bazie zostały utworzone dwa bataliony strzelców (11 i 14) oraz zawiązki dla innych oddziałów 5 Wileńskiej Dywizji Piechoty.

## Żołnierze pułku
Dowódcy pułku
- ppłk Kazimierz Dudziński (13 IX 1941 - 5 VIII 1942)
- ppłk dypl. Władysław Niewiarowski (5 VIII - 25 X 1942)[2]

Szef sztabu
- mjr  Franciszek Benrot[2]

Dowódcy batalionu
- Dowódca I batalionu - mjr Jacek Bętkowski[2]
- Dowódca II batalionu - mjr Michał Daszczyszak[3]
- Dowódca III batalionu - kpt. Aleksander Henryk Benczer[3]